# Droga krajowa B214 (Niemcy)
Droga krajowa 214 (niem. Bundesstraße 214, B 214) – niemiecka droga krajowa przebiegająca  z zachodu na wschód od  skrzyżowania z drogami B70 i B213 na obwodnicy  Lingen do skrzyżowania z autostradą A392 koło Brunszwiku w Dolnej Saksonii.

## Historia
Pierwszy odcinek utwardzonej drogi powstał w latach 1804–1815 pomiędzy Brunszwikiem i Celle. Odcinek pomiędzy Lingen (Ems) a Brunszwikiem oddano do użytku w 1856 r.
W latach 1934–1938 droga oznakowana było jako Reichsstrasse 214.
Do lat 80 droga przebiegała przez centrum Brunszwiku.